# Amfibieflygplan

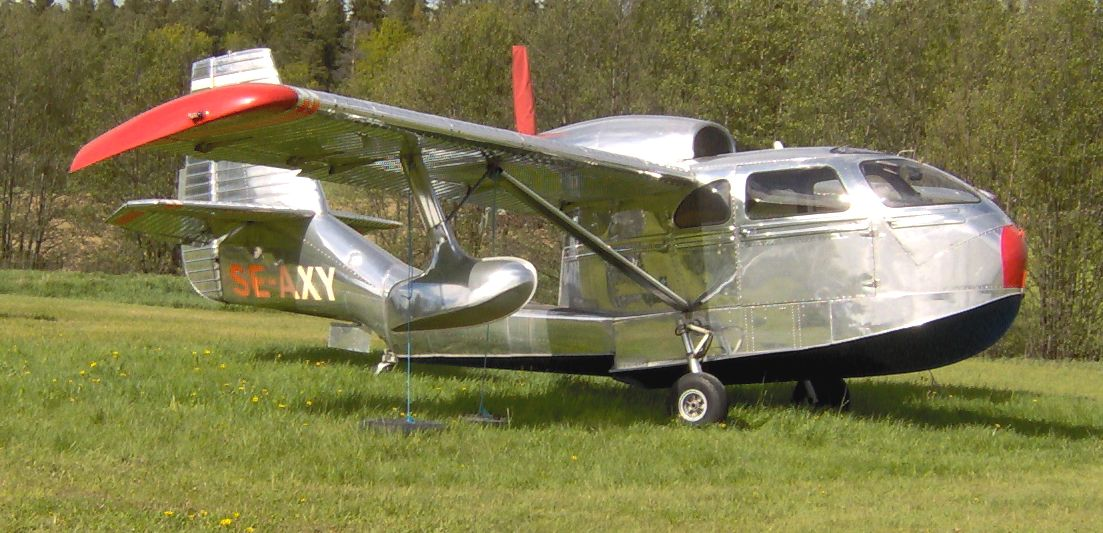
'En Republic RC-3 Seabee från 1947

Amfibieflygplan är flygplan som kan starta och landa på både land och vatten.
De kan vara antingen flygbåtar försedda med infällbart landställ, exempelvis Tp 47, eller landflygplan försedda med pontoner/flottörer med infällbara hjul.